# Metisella metis
The Gold Spotted Sylph (Metisella metis) là một loài bướm ngày thuộc họ Bướm nhảy. Nó được tìm thấy ở the Cape and KwaZulu-Natal ở Nam Phi.
Sải cánh dài 26–34 mm đối với con đực and 30–33 mm đối với con cái.
Mặt trên của cánh có màu nâu sẫm hoặc đen với nhiều đốm vàng.
Bướm bay quanh năm, cao điểm vào giữa tháng 9 và tháng 11 và giữa tháng 2 và tháng 3.
Ấu trùng ăn Stenotaphrum glabrum, Panicum deustum, Ehrharta erecta and Stipa dregeana.

## Hình ảnh

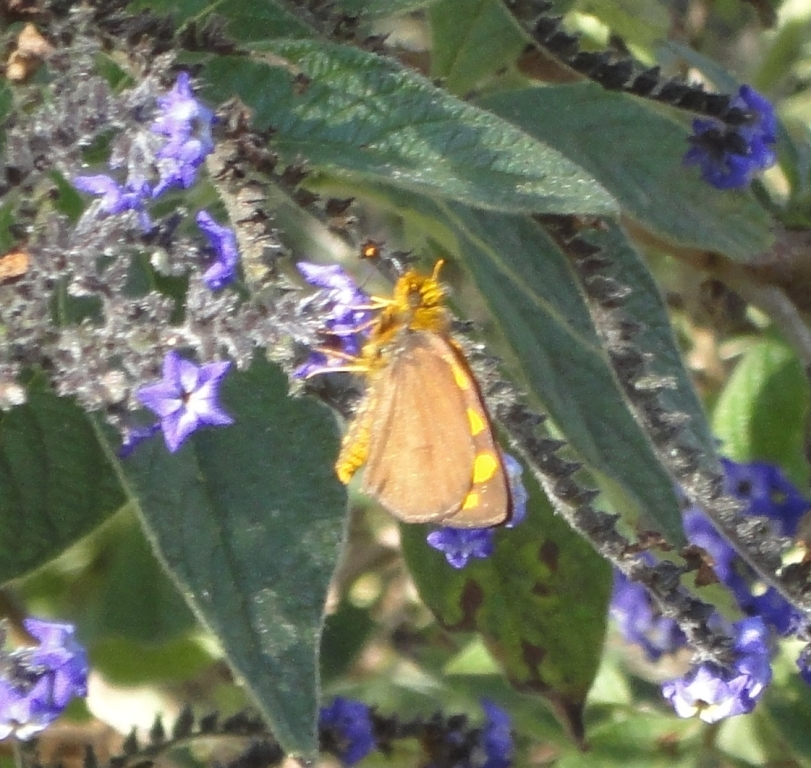
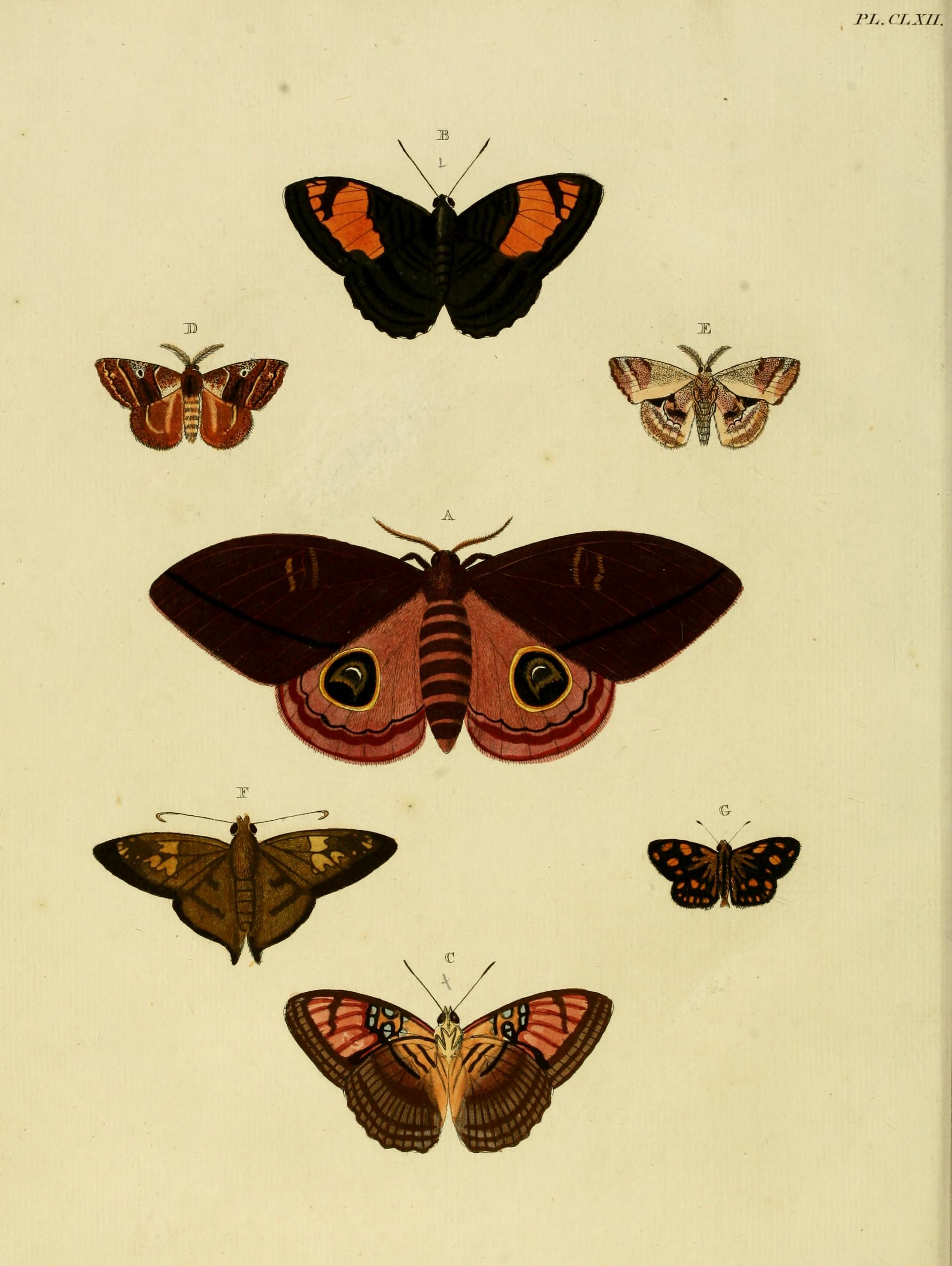

## Phụ loài
- Metisella metis metis
- Metisella metis paris Evans, 1937